# Leon Köhler (Rennfahrer)

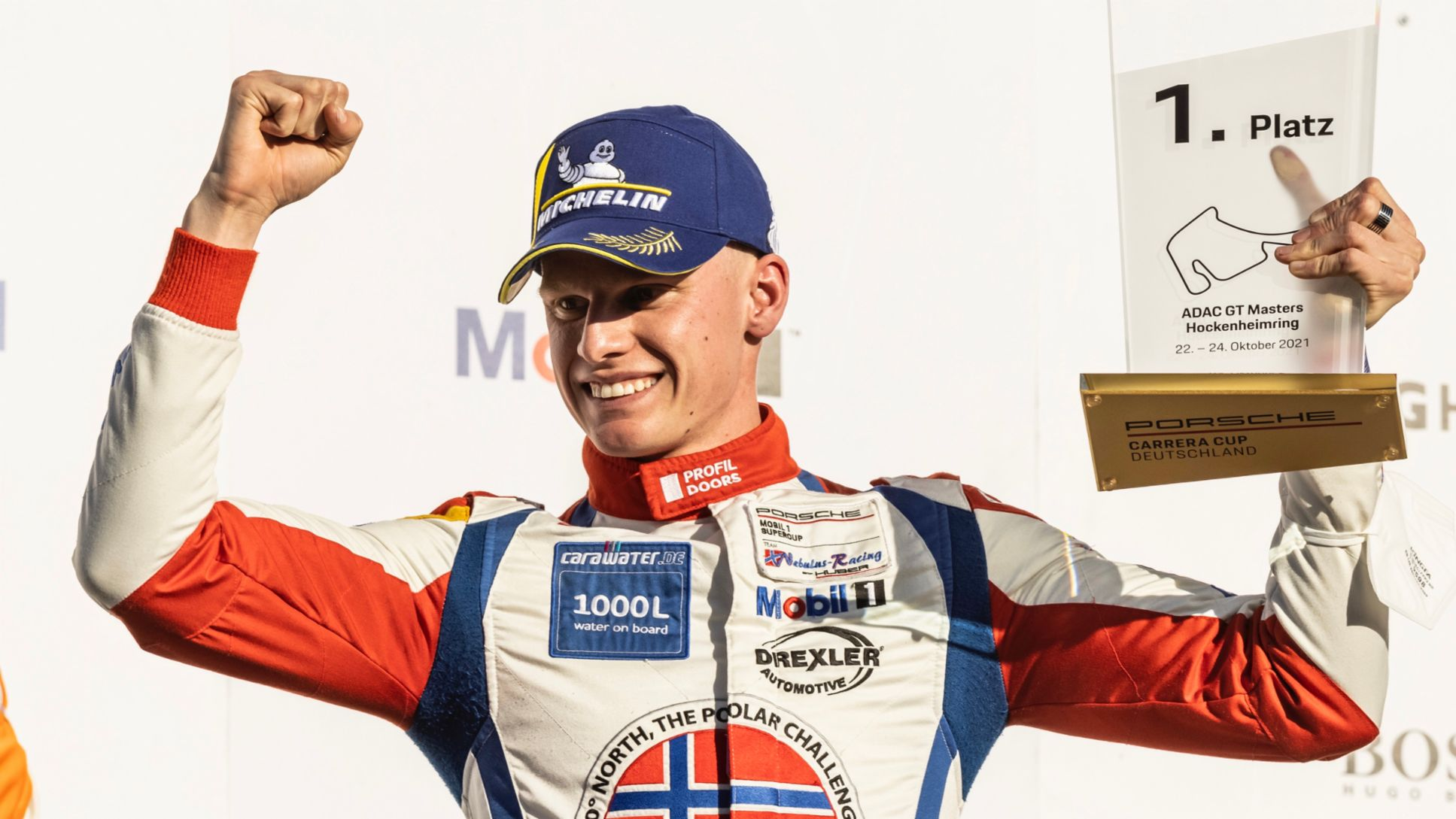
Porsche Carrera Cup Deutschland 2021

Leon Köhler (* 7. August 1999 in Erlenbach am Main) ist ein deutscher Automobilrennfahrer.

## Karriere
Leon Köhler fing im Kartsport seine Motorsportlaufbahn an. 2017 wurde er Meister in der KZ2-Wertung der ADAC Kart Masters und der CIK-FIA Europameisterschaft.
Mit der Saison 2018 wechselte er in den Formelsport und startete mit einem Tatuus F4-T014 in der ADAC Formel 4, die er mit dem 13. Platz beendete. Parallel fuhr er drei Rennen in der Vereinigte Arabische Emirate Formel-4-Meisterschaft und wurde 12. in der Gesamtwertung.
2019 stieg er in den GT-Motorsport ein und ging zunächst in Porsche-Markenpokalen an den Start. Von 2019 bis 2021 fuhr er im Porsche Carrera Cup Deutschland und im Porsche Mobil 1 Supercup. In den Saisons 2020 und 2021 wurde er jeweils Dritter im Carrera Cup Deutschland.
In der Saison 2020 startete er in der Porsche Sprint Challenge Middle East und beendete diese mit fünf Siegen als Meister in der Gesamtwertung. Ein Jahr später trat er mit dem Team MRS GT-Racing in drei Rennen des Porsche Carrera Cup North America an und wurde 14. in der Pro-Wertung.
Köhler startete 2020 und 2021 mit dem Team HRT Performance in Langstreckenrennen der 24H Series. Das Rennen 2020 beendete er auf einem Porsche 911 GT3 Cup (Typ 991 II) auf dem siebten Rang.
Er fuhr 2020 in den Simracing-Rennserien Digital Nürburgring Endurance Series und Porsche Mobil 1 Supercup Virtual Edition.
2022 fuhr er zusammen mit Jaxon Evans für das Team ID Racing einen Porsche 911 GT3 R beim zweiten Lauf des ADAC GT Masters auf dem Red Bull Ring.
Im Jahr 2022 bestritt er für das Team Ironforce by Phoenix zusammen mit Timo Scheider, Luca Engstler und Jan-Erik Slooten mit einem Porsche 911 GT3 Cup (Typ 992) die 50. Auflage des 24-Stunden-Rennen auf der Nürburgring-Nordschleife.
Daneben startete er für 4 Rennen in der DTM, sein bestes Ergebnis war ein 8. Platz auf dem Hockenheimring.
Köhler startet seit dem vierten Lauf der Nürburgring Langstrecken-Serie (NLS) 2022 für das Team Car Collection Motorsport auf einem Audi R8 LMS GT3 Evo II.